# Old Newton with Dagworth
Old Newton with Dagworth är en civil parish i Storbritannien. Den ligger i Mid Suffolk i grevskapet Suffolk och riksdelen England, i den sydöstra delen av landet, 110 km nordost om huvudstaden London. Civil parish har 1 211 invånare (2011).
Kustklimat råder i trakten. Årsmedeltemperaturen i trakten är 9 °C. Den varmaste månaden är juli, då medeltemperaturen är 18 °C, och den kallaste är december, med 0 °C.